# Aeropuerto de Alicante-Elche Miguel Hernández
Luchthaven Alicante-Elche Miguel Hernández (Spaans: Aeropuerto de Alicante-Elche Miguel Hernández, Catalaans/Valenciaans: Aeroport d'Alacant-Elx Miguel Hernández), met de oorspronkelijke naam El Altet, is de belangrijkste luchthaven voor de regio's Alicante en Murcia in Spanje. Het ligt in de gemeente Elche/Elx, 9 kilometer ten zuidwesten van Alicante. De luchthaven is geopend op 4 mei 1967 ter vervanging van de oudere luchthaven La Rabassa, die daar lag vanaf 1936. De luchthaven wordt beheerd door het Spaanse staatsbedrijf AENA.
Voorheen vlogen vooral chartermaatschappijen op Alicante, geleidelijk zijn lijndiensten deel gaan uitmaken van het (inter)nationale luchtverkeer. Ongeveer 80% van het totale luchtverkeer in Alicante bestaat uit internationale vluchten. Het aantal binnenlandse vluchten heeft een sterke groei doorgemaakt, met bestemmingen Madrid, Barcelona en Palma de Mallorca.
In 2010 handelde de luchthaven van Alicante 9.382.935 passagiers af, waarmee het dat jaar de zesde drukste luchthaven van Spanje was (qua passagiers), na de luchthavens van Madrid-Barajas, Barcelona, Palma de Mallorca, Malaga en Gran Canaria. De luchthaven behoorde hierdoor toen tot de 50 drukste luchthavens van Europa. In statistieken uit december 2010 staat de luchthaven van Alicante op de veertigste plaats in het Europese luchthavennetwerk volgens aantal passagiers. Bovendien vertegenwoordigt Alicante de luchthaven van de Valenciaanse Gemeenschap (Comunidad Valenciana) die het grootst aantal passagiers vervoert.
In maart 2011 werd de nieuwe vertrekhal in gebruik is genomen, vanwaar alle vluchten sindsdien vertrekken. In 2013 werd Elche toegevoegd aan de officiële naam van de luchthaven.
In 2019 was het aantal passagiers gestegen tot 15.047.840 en was de luchthaven al enkele jaren gestegen tot de op vier na drukste luchthaven van Spanje, ten koste van Gran Canaria. De luchthaven was ook dat jaar op plaats 40 van de top 50 van drukste luchthavens van Europa te vinden.
In juni 2021 kreeg het vliegveld de naam van Miguel Hernández, een dichter en toneelschrijver die in 1942 te Alicante stierf in gevangenschap tijdens het Franco-regime.